# Perseusz z głową Meduzy
Perseusz z głową Meduzy (Perseusz Celliniego) – brązowa rzeźba autorstwa Benvenuto Celliniego, uważana za jedno z największych arcydzieł włoskiej sztuki manierystycznej i jednocześnie jedna z najbardziej znanych rzeźb eksponowanych w obrębie Piazza della Signoria.

## Profil historyczno-artystyczny
Rzeźba jest eksponowana pod arkadami Loggia dei Lanzi i przedstawia Perseusza stojącego na powalonym ciele Meduzy z jej odciętą głową w ręku wyciągniętą do przodu; Perseusz trzyma głowę potwora za włosy lewą ręką, podczas gdy w prawej dzierży miecz, którym pozbawił Gorgonę życia.
Rzeźba stoi na wysokim cokole ozdobionym misternymi aplikacjami z brązu (ich oryginały znajdują się w Palazzo del Bargello) i została uformowana tak, że zwycięski Perseusz spogląda z wysokości na widzów; razem z grupą Porwania Sabinek Giambologny są jedynymi rzeźbami od początku pomyślanymi specjalnie dla tej lokalizacji; na karku postaci w dobrze wyeksponowanym miejscu jest widoczny autoportret Celliniego. Piedestał rzeźby, który został w XX w. przeniesiony do muzeum i zastąpiony kopią, sam w sobie jest nadzwyczajnej wartości arcydziełem. W szeregu kompozycji o tematyce mitologicznej powiązanej z mitem o Perseuszu uwidacznia się ogromna biegłość złotnicza Celliniego, wyrażająca się zdolnością do wykonywania doskonałych przedstawień małoskalowych.
Rzeźbę zamówił Kosma I dla upamiętnienia przyjęcia tytułu Księcia i została ona zrealizowana między 1545 i 1554 r.; posąg stojący obecnie w Loggia dei Lanzi jest oryginałem i został zdjęty z cokołu tylko na czas gruntownej konserwacji zakończonej w 1998 r.
Pod względem tematycznym (dekapitacja) rzeźba jest ściśle powiązana z sąsiednią kompozycją Judyta i Holofernes Donatella, jednakże w rzeczywistości zdecydowanie różni się pod względem formy od wczesnorenesansowej rzeźby podejmującej wątek biblijny; Cellini zastosował typowe dla manieryzmu przedstawienie muskularnej postaci (wł. titanismo), co jest pokłosiem naśladowania przez artystów manierystycznych prac Michała Anioła.
Perseusz ma także podtekst polityczny, podobnie jak większość rzeźb zdobiących Piazza della Signoria - dzieło Celliniego jest wyrazem afirmacji heroicznego księcia, który odcina się od republikańskich doświadczeń uosabianych przez Meduzę. Z ciała zabitej Meduzy wypełzają węże, będące jawną aluzją do sporów stronnictw politycznych ugrupowań mieszczańskich, które od zawsze zagrażały prawdziwej demokracji.
Pomijając sławę jaką posąg zawdzięcza okolicznościom powstania, a zwłaszcza nowatorskiej technice odlewu krytyka jest niemal jednogłośna w ocenie artystycznych walorów dzieła, uznając je za jedno z arcydzieł manieryzmu; zarzuca się dziełu zbyt statyczną postawę i zbytnią dbałość o szczegóły, typową dla złotnika, który finalnie osiągnął wyższość nad rzeźbiarzem w swojej sztuce. Krytycy Perseusza zwracali w szczególności uwagę na dwa modele studyjne rzeźby, jeden woskowy, zaś drugi brązowy, obydwa przechowywane obecnie w Museo Nazionale del Bargello, które ich zdaniem zarówno pod względem plastyki, jak i pozy postaci mają przewyższać ostateczną wersję zdobiącą Piazza della Signoria.

## Technika odlewu
W starożytności posągi z brązu były realizowane poprzez spajanie oddzielnie odlanych części techniką lutowania twardego (wł. brasatura forte). Pod koniec starożytności wraz ze spadkiem zainteresowania posągami brązowymi dużych rozmiarów nastąpił znaczący spadek zamówień na takie odlewy, pojawiło się natomiast zainteresowanie przedmiotami takimi jak dzwony, które musiały być odlewane jako monolit. W okresie renesansu zainteresowanie wielkimi grupami rzeźbiarskimi starożytności zmusiło artystów do ponownego odkrywania metod odlewania posągów, jakie stosowali starożytni artyści, to jest spajania części w większą kompozycję con assemblaggio; klasycznym przykładem takiego odlewu jest Judyta Donatella stojąca obok Perseusza. Konkurencja z wielkimi grupami rzeźbiarskimi wykutymi w jednym bloku marmuru wymuszała jednak konieczność poszukiwania metody odlewnia całych posągów; statua Perseusza jest jednym z najsłynniejszych przykładów tego typu eksperymentów nad opracowaniem nowej technologii odlewniczej; w rzeczywistości posąg Celliniego składa się z trzech części (czterech jeśli wliczymy w to szablę); są to: ciało herosa, ciało Meduzy, na którym opiera swoje stopy Perseusz, i głowa Meduzy, która jak sam Cellini wyznaje w swoim żywocie została odlana jako próba skuteczności metody dla całej grupy.
Odlewanie Perseusza było bardzo skomplikowanym zadaniem i wystawiło na ciężką próbę Celliniego i jego asystentów. Zgodnie z relacją samego rzeźbiarza zawartą w jego autobiografii odlewanie Perseusza było operacją niemal epicką, w trakcie której artysta padał ofiarą gorączki i chorobliwego pocenia się (jest to być może objaw tzw. gorączki odlewnika (wł. La febbre del fonditore) spowodowanej zatruciem oparami metali i udokumentowanej także w innych przypadkach); artysta musiał zmagać się także z obniżeniem się temperatury w piecu na skutek zalania go wodą w trakcie gwałtownej burzy, pojawił się także problem z niewystarczająca ilością cyny, któremu Cellini zdołał zaradzić poprzez wrzucenie do płynnego stopu wszystkich naczyń stołowych i sztućców jakie posiadał w domu, wreszcie musiał zmagać się ze skutkami wybuchu pożaru w warsztacie. Po zastygnięciu metalu odlew okazał się dobrze wykonany i wymagał w zasadzie jedynie pracochłonnego oczyszczania i wykańczania szczegółów (uważano, że statua z powodu znacznych rozmiarów i silnie wyciągniętych rąk jest niemożliwa do odlania w takiej formie); według relacji Celliniego częściowego przemodelowania wymagały jedynie trzy palce prawej nogi, na której opiera się postać. W rzeczywistości cała prawa stopa i znaczna część goleni wymagały usunięcia i zastąpienia, w związku z czym operacje nazywane przez rzeźbiarza czyszczeniem, choć ich zakres był znacznie szerszy, przedłużyły się i trwały od grudnia 1549 r. do kwietnia 1554 r., czyli do miesiąca, w którym posąg został zaprezentowany na placu. Badanie zawartości cyny w stopie, z którego wykonano Perseusza nie pozwoliło na potwierdzenie relacji Celliniego; udało się natomiast stwierdzić, że zawartość cyny w stopie jest najwyższa w głowie Meduzy, zaś najniższa w korpusie Perseusza.

## Perseusz jako symbol
Posąg Perseusza jest doskonale znany w historii sztuki, także dzięki relacji na temat jego odlewania sporządzonej przez Benvenuto Celliniego (Vita di Benvenuto di Maestro Giovanni Cellini fiorentino, scritta, per lui medesimo, in Firenze).
Wizerunek rzeźby jest często wykorzystywany:
- florencki autor tekstów piosenek - Riccardo Marasco wspomina o posągu w swoim zbiorze pisanym ludową wersją dialektu toskańskiego z okolic Florencji, w utworze zatytułowanym „L'Alluvione”
- posąg Perseusza został umieszczony na okładce albumu Invictus amerykańskiego zespołu Virgin Steele.